# Thái Cực (ban nhạc)

## Giới thiệu
Ban nhạc Thái Cực (Thái Cực Nhạc Đội) (Hoa ngữ: 太極樂隊) (Anh ngữ: Tai Chi hay Taiji) là ban nhạc rock của Hồng Kông rất nổi tiếng vào giữa cuối thập niên 80. Thái Cực thịnh hành cùng thời với: Fundamental, Beyond, Đạt Minh Nhất Phái, Blue Jeans, Tiểu Đảo, Raidas... Đây là một trong những ban nhạc rock đầu tiên đi tiên phong cho thể loại nhạc rock trên ca đàn Hương Cảng của ca sĩ nhạc Cantopop. Thái Cực nổi tiếng với giai điệu hiện đại, nhạc đệm tân tiến, nghệ thuật sử dụng siêu hạng nhiều nhạc cụ khác nhau, là lời nhạc đầy ý nghĩa. Thái Cực được đánh giá là ban nhạc rock hay nhất của Hồng Kông. Thái Cực vẫn còn trình diễn đến hôm nay và vãn giữ được lượng Fan hâm mộ đông đảo

## Thành viên
- Lôi Hữu Diệu (Albert Lui): Hát chính & bè.
- Lôi Hữu Huy (Patrick Lui): Hát chính & bè.
- Đặng Kiện Minh (Joey Tang): Đánh guitar, hát chính & bè.
- Đường Dịch Thông (Gary Tong): Đánh organ, piano, hát bè.
- Lưu Hiền Đức (Ernest Lau): Đánh guitar, hát bè.
- Thịnh Đán Hoa (Edde Sing): Đánh bass, hát bè.
- Chu Hàn Bác (Ricky Chu): Đánh trống.

## Ca khúc tiêu biểu
- 暴風紅唇: Bão phong hồng thần / Môi đỏ gió bão
- 他: Người
- 紅色跑車: Xe chạy màu đỏ
- Dance all night
- 吶喊: Kêu gào
- 迷途: Mê lộ
- 緣: Duyên
- Celia
- 禁區: Khu cấm
- 欠: Khiếm
- 留住我吧: Anh ở lại nhé
- 全人類高歌: Toàn nhân loại cùng hát
- Crystal
- Một đời không nói câu biệt ly 一生不再說別離
- Bất tri bất giác 不知不覺
- biên giới quyết liệt 決裂邊緣
- Chìm đắm 沉淪
- Em mãn nguyện chưa? 你滿意嗎
- Hắn ta 他
- Vui với sầu 樂與悲
- Không nhớ em 不想你
- Lúc đợi chờ 守候
- Ma ảnh 魅影
- Mê đồ 迷途
- Môi đỏ gió bão 暴風紅唇
- Nhất thiết vì cái gì 一切為何
- Nhớ...想...
- Vận mệnh mê cung 命運迷宮

## Song ca với ca sĩ khác
- Yêu anh lầm lỡ 愛上你是我一生的錯 - Đặng Kiện Minh 鄧建明 & Hà Uyển Dinh 何婉盈 (Ca khúc này Lam Trường song ca cùng Cẩm Ly trình bày lại lời Việt dưới tên: Tình lầm lỡ)
- Gặp nhau vẫn là bạn 再見亦是朋友 - Tăng Hàng Sanh 曾航生 & Hà Uyển Dinh 何婉盈